# Округ Пери (Кентаки)
Округ Пери (енгл. Perry County) је округ у америчкој савезној држави Кентаки.

## Демографија
По попису из 2010. године број становника је 28.712, што је 678 (-2,3%) становника мање него 2000. године.
| Група             | 2000.          | 2010.          |
| Белци             | 28.469 (96,9%) | 27.622 (96,2%) |
| Афроамериканци    | 482 (1,6%)     | 435 (1,5%)     |
| Азијати           | 143 (0,5%)     | 148 (0,5%)     |
| Хиспаноамериканци | 154 (0,5%)     | 185 (0,6%)     |
| Укупно            | 29.390         | 28.712         |